# Beno Gutenberg Medal
Die Beno Gutenberg Medal ist eine geophysikalische Auszeichnung, die von der European Geosciences Union (EGU) vergeben wird.
Die Auszeichnung wurde 1996 durch die European Geophysical Society (EGS) in der Sektion „Geophysik der festen Erde“ eingeführt. Nach deren Fusion mit der European Union of Geosciences (EUG) im Jahre 2003 wird die Verleihung seither durch die daraus hervorgegangene EGU vorgenommen.
Mit dem Preis sollen Personen für ihre herausragenden Beiträge und Arbeiten auf dem Gebiet der Seismologie geehrt werden. Die Medaille ist nach Beno Gutenberg (1889–1960) benannt, der durch seine Forschungsarbeit entscheidend zum Verständnis von Erdbeben und dem Aufbau der Erde sowie zur Entwicklung der Seismologie als geophysikalische Methode beigetragen hat. Gutenberg gilt bis heute als einer der bedeutendsten Seismologen der Geschichte.

## Preisträger
- 1996 – Frank Press
- 1997 – Vastislav Cervený
- 1998 – Markus Båth
- 2000 – Giuliano F. Panza
- 2002 – Tatiana B. Yanovskaya
- 2003 – Barbara Romanowicz
- 2004 – Lev Vinnik
- 2005 – Keiiti Aki
- 2006 – Guust Nolet
- 2007 – Brian Kennett
- 2008 – John Woodhouse
- 2010 – Jean Paul Montagner
- 2011 – Thomas Guy Masters
- 2012 – Michel Campillo
- 2013 – Jeroen Tromp
- 2014 – Gregory Beroza
- 2015 – Göran Ekström
- 2016 – Roel Snieder
- 2017 – Hitoshi Kawakatsu
- 2018 – Haruo Sato
- 2019 – Annie Souriau
- 2021 – Malcolm Sambridge
- 2022 – Yehuda Ben-Zion
- 2024 – Jaroslava Plomerová[1]